# Comunità di Taizé
La Comunità di Taizé è una comunità cristiana monastica ecumenica internazionale fondata nel 1940 da Roger Schutz, meglio conosciuto come frère Roger (fratello Roger). Ha la sua sede nel villaggio di Taizé, in Francia.

## La nascita
Roger Schutz, giovane protestante studente di teologia, nel 1940, lasciata la Svizzera, cercava casa in Francia, terra di origine della nonna paterna. In bicicletta, dopo aver valutato diverse soluzioni incontrate in un lungo tragitto, arrivò nei pressi di Cluny, storicamente sede di un'importante esperienza monastica e in prossimità della linea di demarcazione che divideva in due la Francia a causa della guerra. Taizé aveva caratteristiche di semplicità che sembrarono subito adatte al progetto di Roger. Nella casa di Taizé accolse e aiutò i profughi della guerra, soprattutto ebrei. La vita nel villaggio non fu facile, ma permise al giovane Roger di esercitare la sua vocazione di preghiera e di attenzione per gli altri. Per il suo impegno a favore dei profughi ebrei, venne però denunciato alla Gestapo nel 1942 mentre si trovava in Svizzera, dovette quindi fermarsi a Ginevra per ritornare nella collina solo nel 1944, ma già con alcuni compagni.
Il suo progetto era fondare una comunità ecumenica, aprire delle strade che portassero alla guarigione delle lacerazioni che dividono i cristiani. Le sue idee furono subito condivise dai due giovani svizzeri, Max Thurian e Pierre Souverain. Max studiava teologia e Pierre agronomia. Ben presto si aggiunse al terzetto Daniel de Montmollin. Fu nel 1949 che i primi, diventati nel frattempo 7, frères si impegnarono a vita nella comunità attraverso i voti monastici.
A Taizé avevano bisogno di una chiesa dove officiare. La chiesetta romanica, cattolica, di Taizé faceva proprio al caso loro. Era inattiva dalla rivoluzione francese. L'autorizzazione pontificia non era scontata in quanto il gruppo era di fede protestante, ma fu ottenuta attraverso il nunzio apostolico a Parigi, futuro papa Angelo Giuseppe Roncalli che, interpellato dalla Santa Sede si pronunciò favorevolmente.
Nel 1951 i fratelli erano già dodici ed arrivarono a trenta nel 1959. L'unificazione delle chiese cristiane era per loro un obiettivo che la chiesa di Roma doveva porsi. Chiesero ed ottennero di poter presentare al nuovo papa Giovanni XXIII  un loro pensiero al concilio che era in preparazione. Con frère Max, frère Roger non si limitò a questo, ma incontrò anche esponenti della chiesa anglicana e quindi della chiesa ortodossa. La loro azione, per questo, non fu ben capita e il vaticano tentenno' e sembrava ad un certo punto aver cestinato la loro proposta, un giorno però arrivò alla comunità una lettera dal Vaticano. Era indirizzata a frère Roger e al pastore Max Thurian, con l'invito a partecipare al Concilio Vaticano II come osservatori.

## L'attenzione al mondo

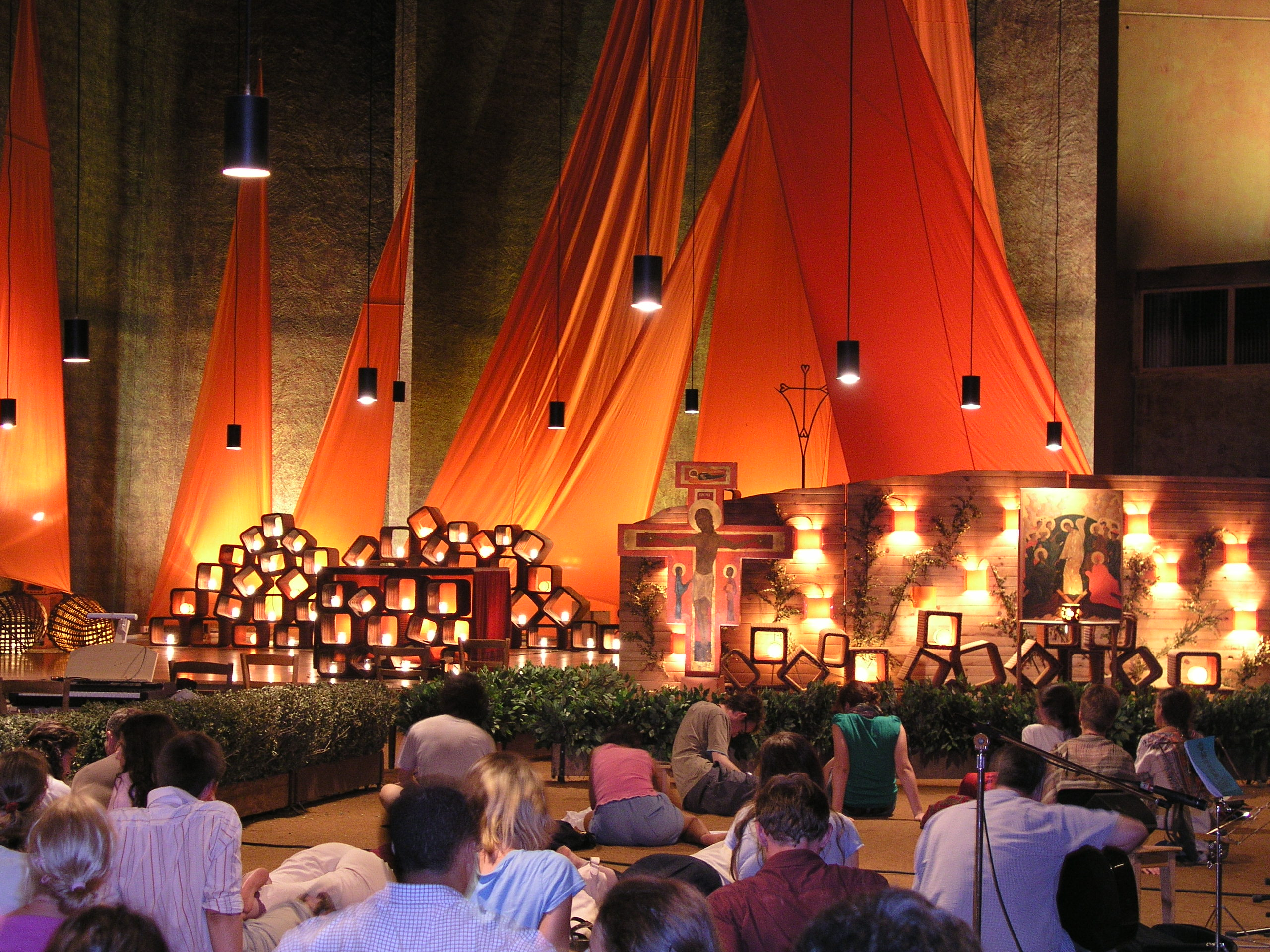
Interno della Chiesa della Riconciliazione durante la preghiera

Fin dal 1957 la comunità monastica che si andava costruendo fece dell'accoglienza e dell'ascolto ai giovani un suo tratto distintivo. Ciò si aggiunse alla tensione verso l'unità dei cristiani, alla ricerca di una profonda spiritualità che si richiamasse ai modelli antichi del monachesimo occidentale, all'assoluta semplicità delle proprie condizioni di vita, all'impegno umanitario in svariate realtà del Terzo mondo.
Per questo divenne un punto di riferimento nel panorama religioso europeo, specie tra i giovani. Alla fine degli anni sessanta e soprattutto dopo la fase di contestazione del famoso 1968 francese, sempre più numerosi i giovani arrivarono a Taizé per cercare una nuova fede e nuove motivazioni.

## La grande avventura
Il Sessantotto aveva messo in discussione il mondo degli adulti senza risparmiare le stesse chiese cristiane. La comunità di frère Roger e frère Max non perse l'occasione e lanciò la proposta di un Concilio dei giovani. L'annuncio ufficiale avvenne durante le celebrazioni della Pasqua del 1970. Malgrado il freddo e la mancanza di alloggi, erano presenti 2500 giovani. Negli anni successivi superarono ogni previsione. Le parole di frère Roger e l'espressione "concilio dei giovani" avevano fatto nascere una speranza: la parola concilio faceva pensare ad un grande evento religioso. Molti giovani vi trovarono una possibilità di impegno nella fede.
Da quell'anno si moltiplicarono le presenze e la Pasqua sarà sempre il momento culminante degli appuntamenti a Taizé.  Nei 4 anni programmati per la preparazione del concilio fu clamorosa la partecipazione. La disordinata gioventù degli anni settanta, una vera marea umana si riversò sulla collina in quegli anni, ma frère Roger e la sua comunità non si spaventarono e la collina di Taizé venne attrezzata con tende e coperte per accogliere tutti.  Nella settimana di Pasqua del '71 si ritrovarono 6500 giovani di 40 nazionalità. Diventarono 16.000 contemporaneamente presenti nella settimana pasquale del '72. Questi numeri non diminuirono nella Pasqua del '73 e del '74, quando il numero dei giovani sulla collina durante la Settimana santa superò le 20.000 unità, nonostante le avverse condizioni meteo che moltiplicavano il disagio per la precarietà degli alloggi e dei servizi. Diverse migliaia furono presenti per ogni settimana dell'anno, fino alle 40.000 persone contemporaneamente presenti nell'agosto 1974, data di inizio del Concilio dei giovani.

La chiesa della Riconciliazione, costruita nel 1962, fu ampliata già nei primi anni settanta. Nelle occasioni di maggiore affluenza si provvide anche con l'aggiunta di più tendoni da circo, unico modo per ospitare tutti. Fu in quel periodo che si affermò la forza di Taizé. Nonostante la riluttanza della comunità dei frères, che non amava stare sotto i riflettori e nemmeno essere disturbata durante la preghiera, la collina fu raggiunta da varie équipe televisive che portarono alla ribalta mondiale quanto stava avvenendo. Non solo il numero dei giovani presenti, ma anche le motivazioni che li spingevano a Taizé erano importanti. Si trattava di giovani cristiani in buona parte politicizzati. Alla domanda: "Il concilio dei giovani si impegnerà a sua volta in questa direzione?" (la politica?), la risposta di frère Roger fu:
Molti furono i giornalisti e gli scrittori che tentarono di spiegare l'originalità e contemporaneamente la speranza che Taizé esprimeva:
(Antonio Pelayo, in Time, 29 dicembre 1974)
(A. Savard, 15 agosto 1974)
(Alain Woodrow, Le Monde, 2 settembre 1974)
E ancora:
(R. Solè)
(A. Manero)
(C. Vaca)
(C. Castro Cubel)
(P. Emmanuel)
(Alain de Penanster, L'Express, 9 settembre 1974, p.49)
La liturgia, i canti e le preghiere che radunano i giovani attorno ai monaci tre volte al giorno non esauriscono la giornata sulla collina che si arricchisce di molteplici occasioni di incontro in un clima di festa, di momenti di studio di testi biblici e di dibattito e discussione su vari temi sviluppati nella ricchezza delle diverse lingue, esperienze e culture presenti.
Questi sono alcuni dei temi che i giovani affrontavano negli anni settanta:
- Rinunciare ai privilegi
- Friendship and love
- Animare il quartiere, il condominio, il paese
- Vida profesional
- How to believe
- Comment vivre au milieu des differentes options sociales la communion d'églises
- Familia y educación
- Ne rende personne victime de toi-même
- Compromiso en un partido politico
- Come continuare dopo Taizé?
- Si la fête disparaissait parmi les hommes?
- Socializzazione
- Studiare perché, per chi
- Glücklich die Armen
- Conflictos y reconciliación
- Lotta e contemplazione per diventare uomini di comunione.

Dal 1970 in poi giovani di ogni provenienza si lanciarono nell'avventura. Gli osservatori considerano impossibile valutare gli effetti e tutte le conseguenze nascoste di questa mobilitazione di tanti giovani sparsi sulla faccia della terra. Tutti i giovani tornando descrivono in modo positivo l'esperienza sulla collina mentre molti tra loro passano a più impegnative scelte.
Un aneddoto che sottolinea l'ampiezza degli effetti di Taizé: Patrick, giovane medico francese, scelse di fare un servizio come volontario in Colombia per curare i bambini. Tornato in Europa raccontò quanto gli successe in America Latina:

## Una festa senza fine
L'esperienza di Taizé dopo la tragica morte di Frère Roger è destinata a proseguire attraverso i numerosi frères guidati da Frère Alois. Ma all'inizio del secondo  millennio sono già centinaia di migliaia, forse milioni, i cittadini di tutto il mondo che dopo essere passati sulla collina, senza dichiararlo, vivono e stanno operando con lo spirito di Taizé. Sono numerosi anche coloro che attraverso l'esperienza di Taizé hanno imparato ad amare e a sostenere l'idea di una Europa Unita. Nel 1989 frère Roger ricevette il premio Charlemagne. Il 20 novembre 1992, poi, ricevette il premio Robert Schuman. Catherine Lalumiere, segretario generale del Consiglio d'Europa, alla consegna del premio Schuman pronunciò queste parole:
«Sì, voi siete un grande europeo, un europeo molto grande. Prima di tutto perché il vostro esempio e la vostra azione si irradiano in tutta Europa attraverso i giovani che passano a Taizé, ma voi siete europeo anche perché portate tra i nostri popoli quello di cui hanno più bisogno, un messaggio di pace, di amore e di riconciliazione. ( [...] ) Oggi, alla fine del XX secolo, l'Europa ha ancora bisogno di riconciliazione, dello spirito di riconciliazione (...). Frère Roger, l'Europa ha bisogno di voi, delle vostre idee, della vostra forza. In questa occasione l'Europa cerca di dirvi tutto questo. L'Europa istituzionale, quella delle organizzazioni internazionali, del Consiglio d'Europa, quella degli stati, quella degli uomini di stato, quella degli uomini politici, l'Europa degli affari, l'Europa degli eserciti, l'Europa dei potenti, ma anche l'Europa dei popoli, quella della gente modesta, quella dei poveri, che sono numerosi, tutte queste Europe hanno bisogno di uomini come voi che non hanno niente se non il loro cuore e la loro fede. La forza delle idee, questa esiste. Con voi, Frère Roger, noi l'abbiamo incontrata. Grazie. »
La Comunità di Taizé costituisce anche un luogo di incontro tra esponenti delle diverse confessioni cristiane. Nel 1986 Taizé è stata visitata anche da papa Giovanni Paolo II che rivolgendosi ai giovani esordì con queste battute:
Non era la prima volta che Karol Wojtyła raggiungeva Taizé. Vi soggiornò infatti in altre due occasioni negli anni sessanta.
La collina di Taizé è frequentata anche da uomini di scienza, politici ed intellettuali. Tra loro vi fu il presidente francese Mitterrand che fu notato sulla collina già molto prima di essere eletto Presidente della Repubblica. Con discrezione, in fondo alla Chiesa della Riconciliazione, la domenica di Pentecoste assisteva alla preghiera della comunità. I frères lo sapevano ma rispettavano la discrezione del personaggio politico. Una volta eletto volle mantenere la radicata tradizione e il lunedì di Pentecoste si presentò in chiesa e venne notato dai giovani. Questa volta F. Roger ritenne di spedire una lettera per dire al Presidente che se lo avesse saputo lo avrebbe accolto. Ma la lettera rimase senza risposta. L'anno dopo il lunedì di Pentecoste arriva una telefonata: "Il presidente deve recarsi a Taizé e sarebbe felice di essere ricevuto da frère Roger se disponibile". Una volta varcata la soglia della casa dei Frères disse: "Sono quasi quaranta anni che giro attorno a questa casa e oggi ci entro". Il pomeriggio di ogni lunedì di Pentecoste, anche negli anni successivi Mitterrand entrò in chiesa a Taizé, solo la sua morte nel 1996 mise fine a questo rito. Verso la fine della sua vita ebbe a dire "Quando qualcuno mi parla di Dio, penso sempre a Taizé", e riguardo a Frère Roger: "Gli voglio bene, mi fa bene". Tutti gli anni anche il filosofo Paul Ricœur, deceduto a 92 anni il 20 maggio 2005 per decenni passò in modo discreto a Taizé. Verso la fine della sua vita scrisse:
Frère Roger è stato priore della comunità fino alla sua morte, avvenuta il 16 agosto 2005 quando fu aggredito e colpito disgraziatamente da una squilibrata durante la preghiera serale. Circa 12.000 persone hanno partecipato ai funerali del fondatore, celebrati il 23 agosto dello stesso anno dal cardinale Walter Kasper, presidente del Pontificio Consiglio per l'Unità dei Cristiani nella chiesa della Riconciliazione a Taizé con rito cattolico anche se, a turno, il vescovo anglicano McCulloch, rappresentante dell'arcivescovo di Canterbury, il vescovo luterano Huber, presidente della Chiesa Evangelica tedesca e il pastore De Clermont presidente della federazione Protestante di Francia fecero le letture bibliche della messa del giorno. Al termine della cerimonia un arciprete del patriarcato di Mosca e un vescovo ortodosso rumeno intonarono un canto della resurrezione. L'amore, la fiducia, la bontà: questo è stato forse il messaggio fondamentale di frère Roger che ha cercato di andare oltre arrivando a segnare più di una generazione.
Frère Roger fu sepolto nel vecchio, piccolo cimitero della chiesa romanica di Taizé dove già riposavano alcuni frères, tra i quali frère Robert e frère Max. Quest'ultimo ebbe un impegno particolare nell'attività di teologo e come operatore della riconciliazione. Verso la fine della sua vita divenne cattolico e fu ordinato presbitero nell'arcidiocesi di Napoli. Un fatto che sottolinea gli sforzi anche umani oltre che intellettuali che Max e Roger affrontarono nel loro percorso di ricerca e di costruzione dell'unità dei cristiani. Frère Max, anche se lavorava molto fuori da Taizé negli ultimi anni della sua vita, vi ritornava spesso e chiese esplicitamente di essere sepolto a Taizé. Questo è successo.
Nuovo priore della comunità dei monaci di Taizé è frère Alois, classe 1954, uno dei giovani degli anni settanta, da tempo indicato dallo stesso Frère Roger a succedergli. Con radici cecoslovacche, ha formazione tedesca ed è di religione cattolica.
Il 23 luglio 2023 frère Alois annuncia il passaggio dell'incarico di priore dal dicembre seguente, designando come suo successore frère Matthew (al secolo Andrew Thorpe, nato nel 1965), di nazionalità inglese e fede anglicana, membro della comunità dal 1986.

## La comunità oggi
La comunità di Taizé riunisce oggi un centinaio di frères di diverse confessioni cristiane, provenienti da più di 25 nazioni. Piccole fraternità si sono stabilite in quartieri poveri di Asia, Africa, America Meridionale e America del Nord.
I giovani che provengono dal mondo intero si ritrovano oggi a Taizé tutte le settimane dell'anno, arrivando a essere anche seimila da una domenica all'altra e a rappresentare più di settanta nazioni. Meditano sul tema "vita interiore e solidarietà umana". Cercano di scoprire un senso nella loro vita e si preparano ad assumere responsabilità là dove vivono.
La comunità non ha mai voluto organizzare i giovani in movimento, ma li stimola a essere portatori di pace, di riconciliazione e di fiducia nelle loro città e parrocchie. Oggi nel mondo il nome di Taizé evoca pace, riconciliazione, comunione e l'attesa di una primavera della chiesa.

## Incontri europei
Dal 1978 la comunità organizza annualmente un incontro europeo chiamato Pellegrinaggio di fiducia sulla Terra in una metropoli europea, all'Est e all'Ovest. Dura cinque giorni e si svolge alla fine di ogni anno, solitamente dal 28 dicembre al 1º gennaio. Vi partecipano decine di migliaia di giovani.
Nel 1981, in occasione dell'incontro di Londra, un giornale londinese scrisse:
Nel 1987, in occasione dell'incontro di Roma, la Basilica di San Pietro in Vaticano fu una splendida cornice per una preghiera alla presenza di papa Giovanni Paolo II. In quella circostanza, frère Roger definì la Chiesa un "mistero di comunione".
Furono oltre centomila nel 1994 a Parigi.
A partire dal 1974, frère Roger pubblicò ogni anno una lettera che, tradotta in più di 50 lingue, veniva utilizzata poi tutto l'anno durante gli incontri a Taizé ed in tante parrocchie, come spunto di riflessione. Le prime due, Lettera al popolo di Dio e Vivere l'insperato, furono preparate per l'apertura del Concilio dei giovani nel 1974.
Le cinque giornate sono scandite da momenti di preghiera comune, con canti e momenti di silenzio, e workshop su vari temi religiosi e ecumenici. 
Importante per lo spirito di questi incontri è l'ospitalità delle città che accolgono le migliaia di giovani europei in palestre, scuole e abitazioni private. 
La notte dell'ultimo giorno dell'anno è divisa in una preghiera di veglia fino a mezzanotte e successivamente nella "Festa dei Popoli" nella quale ogni nazionalità propone canti, balli e giochi condividendo gioia e cultura. 

### Elenco delle città ospitanti
- 1978 - Parigi (Francia)
- 1979 - Barcellona (Spagna)
- 1980 - Roma (Italia)
- 1981 - Londra (Inghilterra)
- 1982 - Roma (Italia)
- 1983 - Parigi (Francia)
- 1984 - Colonia (Germania)
- 1985 - Barcellona (Spagna)
- 1986 - Londra (Inghilterra)
- 1987 - Roma (Italia)
- 1988 - Parigi (Francia)
- 1989 - Breslavia (Polonia)
- 1990 - Praga (Repubblica Ceca)
- 1991 - Budapest (Ungheria)
- 1992 - Vienna (Austria)
- 1993 - Monaco di Baviera (Germania)
- 1994 - Parigi (Francia)
- 1995 - Breslavia (Polonia)
- 1996 - Stoccarda  ((Germania))
- 1997 - Vienna (Austria)
- 1998 - Milano (Italia)[3]
- 1999 - Varsavia (Polonia)
- 2000 - Barcellona (Spagna)
- 2001 - Budapest (Ungheria)
- 2002 - Parigi (Francia)
- 2003 - Amburgo (Germania)
- 2004 - Lisbona (Portogallo)
- 2005 - Milano (Italia)
- 2006 - Zagabria (Croazia)
- 2007 - Ginevra (Svizzera)
- 2008 - Bruxelles (Belgio)
- 2009 - Poznań (Polonia)
- 2010 - Rotterdam (Paesi Bassi)
- 2011 - Berlino (Germania)
- 2012 - Roma (Italia)
- 2013 - Strasburgo (Francia)
- 2014 - Praga (Repubblica Ceca)
- 2015 - Valencia (Spagna)
- 2016 - Riga (Lettonia)
- 2017 - Basilea (Svizzera)
- 2018 - Madrid (Spagna)
- 2019 - Breslavia (Polonia)
- 2020 - incontro annullato a causa dell'emergenza Covid-19
- 2021 - Torino (Italia)
- 2022 - Rostock (Germania)
- 2023 - Lubiana (Slovenia)
- 2024 - Tallinn (Estonia)
- 2025 - Parigi (Francia)

### Paesi che hanno ospitato l'incontro
- 7 volte Francia: Parigi (1978, 1983, 1988, 1994, 2002, 2025) e Strasburgo (2013); Italia: Roma (1980, 1982, 1987, 2012), Milano (1998, 2005) e Torino (2021).
- 6 volte Germania: Colonia (1984), Monaco di Baviera (1993), Stoccarda (1996), Amburgo (2003), Berlino (2011) e Rostock (2022).
- 5 volte Spagna: Barcellona (1979, 1985, 2000), Valencia (2015) e Madrid (2018); Polonia: Breslavia (1989, 1995, 2019), Varsavia (1990) e Poznań (2009).
- 2 volte Inghilterra: Londra (1981, 1986); Repubblica Ceca: Praga (1990, 2014); Ungheria: Budapest (1991, 2001); Austria: Vienna (1992, 1997); Svizzera: Ginevra (2007), Basilea (2017).
- 1 volta Portogallo: Lisbona (2004); Croazia: Zagabria (2006); Belgio: Bruxelles (2008); Paesi Bassi: Rotterdam (2010); Lettonia: Riga (2016); Slovenia: Lubiana (2023).

### Città che hanno ospitato l'incontro
- 6 volte Parigi (1978, 1983, 1988, 1994, 2002, 2025).
- 4 volte Roma (1980, 1982, 1987, 2012).
- 3 volte Barcellona (1979, 1985, 2000); Breslavia (1989, 1995, 2019).
- 2 volte Milano (1998, 2005); Londra (1981, 1986); Praga (1990, 2014); Budapest (1991, 2001); Vienna (1992, 1997).
- 1 volta Colonia (1984); Varsavia (1990); Monaco di Baviera (1993); Stoccarda (1996); Amburgo (2003); Lisbona (2004); Zagabria (2006); Ginevra (2007); Bruxelles (2008); Poznań (2009); Rotterdam (2010); Berlino (2011); Strasburgo (2013); Valencia (2015); Riga (2016); Basilea (2017); Madrid (2018); Torino (2021); Rostock (2022); Lubiana (2023).

## Canti di Taizé
I canti meditativi sono un genere di canto che caratterizza parte della nutrita raccolta musicale, prodotta dalla comunità di Taizé, oggi spesso usati nelle celebrazioni cristiane in tutto il mondo, caratterizzato dalla ripetizione sovrapposta a più voci di una breve melodia su testi biblici o dei frères tradotti in diverse lingue.
L'autore della maggior parte delle musiche di Taizé è il francese Jacques Berthier (1923-1994). Con lui hanno collaborato vari frères, in particolare frère Robert, che preparava e dirigeva di volta in volta i gruppi che si impegnavano nel canto. Anche frère Robert riposa nel cimitero della chiesa romanica di Taizè, a pochi metri dalla tomba di frère Roger.
Il teologo ortodosso Olivier Clément, riferendosi ai canti di Taizè, ha scritto: «Ciò che è interessante a Taizè è che questa formula della ripetizione che dà pace è stata ripresa in una prospettiva liturgica, non soltanto personale ma anche comunitaria, in una preghiera comune. Alcuni giovani che non sanno quasi nulla del mistero hanno cominciato a conoscere e ad apprendere la preghiera».